# Trentepohlia bifasciata
Trentepohlia bifasciata är en tvåvingeart som beskrevs av Frederick Wallace Edwards 1928. Trentepohlia bifasciata ingår i släktet Trentepohlia och familjen småharkrankar. Inga underarter finns listade i Catalogue of Life.